# Amélie (tragicomèdia)
|  | Aquest article tracta sobre la tragicomèdia. Vegeu-ne altres significats a «Amélie». |

Amélie és una tragicomèdia de Jean Rotrou, representada per primera vegada a París, el 1633.

## Argument
Amélie és destinada pel seu pare a esdevenir l'esposa d'Éraste però a ella li té el cor robat Dionys. Aconsellada per la seva serventa, i per instruir el seu amant dels sentiments d'ella li fa una declaració fingint dormir. Dionys, tot perdent l'esperança d'obtenir el vistiplau del pare d'Amélie, el determina i li proposa fugir.
Ells són perseguits i esperats en la seva fugida per Éraste, però un desconegut, que es troba fortuïtament en el seu retrobament, agafa la defensa d'Amélie i agafa l'espasa. Éraste reconeix Cloris en aquests cavaller errant, de la qual havia estat violentament enamorat i que creia morta. El seu vell amor reneix en aquest moment, lluny d'oposar-se a la unió de Dionys i d'Amélie, ella la sol·licita i l'obté de pare d'aquesta bella fugitiva.
A banda d'aquests dos casoris, n'hi ha un altre entre Érante, germana d'Amélie, i Lisidan, amic de Dionys. Érante, per bé que sàvia i virtuosa, després d'haver promès la seva mà a Lisidan, esdevé presa de Dionys, i fa mil esforçs infructuosos per romandre infidel a la seva germana. Aquesta intriga, força obscura per altra banda, només fa que complicar l'acció, sense fer-la més interessant. L'autor ha introduït encara un altre personatge extravagant i obligat en aquests tipus de comèdies de l'època: el matamoros.

## Personatges
- Amélie, amant de Dionys[2]
- Dionys, serviteur d'Amélie
- Érante, soeur d'Amélie
- Lisidan, serviteur d'Éraste
- Éraste, Corrival de Dionys et serviteur de Cloris
- Cloris, maîtresse d'Éraste
- El pare
- Dorise, serventa d'Amélie
- Émile, capità
- El criat